# Фосс, Тобиас
Тобиас Свендсен Фосс (норв. Tobias Svendsen Foss род. 25 мая 1997, Vingrom, Норвегия) — норвежский профессиональный шоссейный велогонщик. Чемпион мира 2022 года в индивидуальной гонке на время.

## Карьера
Выступал c 2020 по 2023 год за команду мирового тура «Jumbo-Visma».

## Достижения
2014
1-й  Чемпион Норвегии — Командная гонка с раздельным стартом (юниоры)
2-й  Чемпионат Норвегии — Индивидуальная гонка (юниоры)
2-й  Чемпионат Норвегии — Критериум (юниоры)
3-й  Чемпионат Европы — Групповая гонка (юниоры)
3-й  Чемпионат Норвегии — Групповая гонка (юниоры)
2015
1-й  Чемпион Норвегии — Групповая гонка (юниоры)
1-й  Чемпион Норвегии — Индивидуальная гонка (юниоры)
1-й  Чемпион Норвегии — Командная гонка с раздельным стартом (юниоры)
2-й  Чемпионат Европы — Индивидуальная гонка (юниоры)
8-й Чемпионат мира — Индивидуальная гонка (юниоры)
2016
1-й  Чемпион Норвегии — Индивидуальная гонка U23
3-й ЗЛМ Тур — Генеральная классификация
1-й — Этап 1 (КГ)
4-й Тур Химмерланда
2017
1-й  Тур Норвегии — Молодёжная классификация
7-й Тур де л’Авенир — Генеральная классификация
2018
4-й Чемпионат Норвегии — Индивидуальная гонка
6-й Чемпионат мира — Индивидуальная гонка U23
6-й Тур Словакии — Генеральная классификация
1-й  — Молодёжная классификация
8-й Hafjell Grand Prix
9-й Тур де л’Авенир — Генеральная классификация
10-й Джиро ди Ломбардия U23
2019
1-й  Тур де л’Авенир — Генеральная классификация
3-й Льеж — Бастонь — Льеж U23
4-й Волта Алентежу — Генеральная классификация
1-й  — Молодёжная классификация
4-й Le Triptyque des Monts et Châteaux — Генеральная классификация
4-й Hafjell Grand Prix
4-й Волта Алентежу — Генеральная классификация
6-й Чемпионат мира — Групповая гонка U23
7-й Гент — Вевельгем U23
2021
 Чемпионат Норвегии — Групповая гонка
 Чемпионат Норвегии — Индивидуальная гонка
2022
 Чемпионат мира — Индивидуальная гонка
 Чемпионат Норвегии — Индивидуальная гонка
2023
3-й этап (TTT) Париж — Ницца
2024
1-й этап Тур Альп